# Éamon de Valera
Éamon de Valera (Edward George de Valero, irlandzka pisownia Éamonn de Bhailéara, ur. 14 października 1882, zm. 29 sierpnia 1975) – irlandzki bojownik o niepodległość kraju, polityk, mąż stanu, premier (taoiseach) i prezydent Irlandii. Doprowadził do uniezależnienia kraju od Wielkiej Brytanii.
De Valera jest uważany za najwybitniejszego polityka Irlandii XX wieku, a także za postać kontrowersyjną. Jedni uważają go za ojca niepodległego państwa irlandzkiego, inni obciążają go winą za krwawą wojnę domową, dla innych jest zdrajcą sprawy republikańskiej od chwili zerwania w 1926 z Sinn Féin i IRA.

## Życiorys
Syn emigrantów, Irlandki i Hiszpana, urodzony w Nowym Jorku w USA. Po śmierci ojca, w roku 1883 jego wuj Ned zabrał go do Irlandii. Tam Eamon ukończył studia na uniwersytecie i został nauczycielem matematyki. W 1913 wstąpił do Irlandzkich Ochotników. Był jednym z przywódców Powstania wielkanocnego, po którego upadku został aresztowany przez Brytyjczyków i skazany na śmierć. Prawdopodobnie fakt, że de Valera urodził się w USA spowodował zamianę kary śmierci na dożywotnie pozbawienie wolności.
Uwolniony po amnestii w 1917, wybrany do parlamentu brytyjskiego został także przywódcą Sinn Féin. W 1918 ponownie aresztowany i internowany w Wielkiej Brytanii. W 1919 dokonał udanej ucieczki z więzienia, wrócił do Irlandii i został wybrany przez parlament irlandzki (Dáil Éireann) na jego prezydenta. Wkrótce wyjechał na półtora roku do USA w celu rozpowszechniania irlandzkiej idei niepodległościowej i zebrania na ten cel funduszy (zebrał 6 milionów USD). Sprzeciwił się brytyjsko-irlandzkiemu traktatowi pokojowemu z 1921 (dzielącemu wyspę na dwie części) i na znak protestu ustąpił ze stanowiska prezydenta i złożył mandat poselski, a następnie rozpoczął wojnę domową. Po przegranej wojnie został ponownie osadzony w więzieniu, gdzie spędził rok.
Po wystąpieniu z Sinn Féin założył w 1926 partię Fianna Fáil, z której ramienia został posłem w 1927. W 1932 został szefem rządu i doprowadził do usunięcia przysięgi na wierność koronie brytyjskiej, co było powodem trwającej 5 lat wojny celnej z Wielką Brytanią. De Valera wykorzystując nagłą abdykację króla brytyjskiego Edwarda VIII doprowadził do przyjęcia w 1937 nowej konstytucji, całkowicie uniezależniającą kraj od Wielkiej Brytanii.
W 1932 przewodniczył Radzie Ligi Narodów, a w 1938 Zgromadzeniu. W czasie II wojny światowej prowadził politykę neutralności. W 1948 w wyniku przegranych wyborów parlamentarnych ustąpił ze stanowiska premiera (Taoiseach według konstytucji z 1937). Ponownie piastował to stanowisko w latach 1951–1954 i 1957-1959. Po rezygnacji w 1959 został wybrany w tym samym roku na stanowisko prezydenta republiki, które to piastował przez dwie kadencje do 1973. Zmarł 29 sierpnia 1975 w Dublinie.

### Wczesne lata życia
Eamon de Valera urodził się w New York Nursery and Child's Hospital w 1882. Jego ojcem był Hiszpan z Kuby Juan Vivion de Valera, z zawodu rzeźbiarz. Matką była Catherine Coll, emigrantka z irlandzkiego hrabstwa Limerick. De Valera twierdził, że jego rodzice pobrali się w 1881. Jednak biograf prezydenta, Tim Pat Coogan, nie tylko nie znalazł żadnego świadectwa tego ślubu, ale również żadnego urzędowego dokumentu potwierdzającego istnienie Juana Viviona de Valery.
Po śmierci ojca w 1885 de Valera wyjechał do Irlandii. Jego matka wyszła tam ponownie za mąż, a Eamon został wysłany do hrabstwa Limerick, gdzie zajęła się nim babka, Elizabeth Coll, oraz jej dzieci – syn Patrick i córka Hannie. Wykształcenie odebrał w miejscowej Bruree National School, a później w Charleville Christian Brothers School w hrabstwie Cork. W wieku 16 lat zdobył stypendium Blackrock College w hrabstwie Dublin. Podczas nauki w tej szkole de Valera zaczął grać w rugby. Później, podczas pracy w Rockweel College, wstąpił do miejscowej drużyny rugby. Grał tam w pierwszym składzie i wygrał Munster Senior Cup.
De Valera w ostatnim roku nauki w Blackrock College został uczniem roku. Zdobył kolejne stypendia i wyróżnienia. W 1903 otrzymał posadę nauczyciela matematyki w Rockwell College w hrabstwie Tipperary. Tam otrzymał przezwisko „Dev” od innego nauczyciela, Toma O’Donnella. W 1904 ukończył matematykę na Królewskim Uniwersytecie Irlandzkim i powrócił do Dublina, do Blackrock College. W 1906 otrzymał stanowisko nauczyciela matematyki w Carysford Teachers Training College w Blackrood. Jego starania o uzyskanie posady na Królewskim Uniwersytecie Irlandzkim spełzły jednak na niczym. Wykładał jednak matematykę na kilku dublińskich uczelniach, takich jak Belveder College, gdzie jednym z jego słuchaczy był Kevin Barry, rozstrzelany przez Brytyjczyków podczas irlandzkiej wojny o niepodległość.

### Początki kariery politycznej. Powstanie wielkanocne
Wkrótce potem de Valera zainteresował się językiem irlandzkim. W 1908 wstąpił do Ligi Gaelickiej. Na spotkaniach Ligi poznał Sinéad Flanagan, cztery lata odeń starszą nauczycielkę. Pobrali się 8 stycznia 1910 w kościele św. Pawła w Dublinie.
De Valera był zaangażowany w działania „Odrodzenia gaelickiego”. 25 listopada 1913 przyłączył się do Irlandzkich Ochotników i wkrótce mianowano go kapitanem kompanii Donnybrook. Kiedy rozpoczęły się przygotowania do zbrojnego powstania de Valera został dowódcą III batalionu brygady dublińskiej.

Postawa de Valery podczas powstania wzbudzała wiele kontrowersji. Jego zwolennicy podkreślają odwagę de Valery, zdolności przywódcze i dobre planowanie. Przeciwnicy twierdzą, że przyszły prezydent przeżył podczas powstania załamanie nerwowe, wydawał sprzeczne rozkazy, nie chciał spać, a pewnego razu zapomniał hasła, co o mały włos nie skończyło się śmiercią z ręki jego własnych ludzi: 

Jego oczy świeciły w gorączce. Zawsze chudy i wysoki, zamienił się w szkielet. Nerwy nie pozwalały mu spać przez dwie noce poprzedzające wybuch rebelii, a teraz nie było lepiej. Biegał po całych nocach między posterunkami, aż ktoś o mało go nie zastrzelił bo podał złe hasło.

W poniedziałek 24 kwietnia 1916 rozpoczęło się w Dublinie Powstanie wielkanocne. III batalion miał zająć piekarnię i młyny Bolanda, stację kolejową Westland Row oraz okolice mostu Mount Street. Piekarnię zajęto bez problemu, do cięższych walk doszło na stacji kolejowej. Kazał wysłać oddział zwiadowców w kierunku Kingstown, po czym zmienił zdanie. Następnie zaczął się troszczyć o 40 koni, które przebywały w stajni. Kazał je karmić i poić, po czym wygonił na ulicę. Rankiem zaś wypuścił wszystkie psy i koty z pobliskiego schroniska. Wkrótce potem de Valera schwytał znanego mu detektywa. Następnie oprowadził go po stanowiskach i wypuścił.
Następnego dnia (środa, 26 kwietnia) de Valera zachowywał się biernie i nie udzielił wsparcia swoim wysuniętym oddziałom walczącym o most Mount Street. W nocy komendant biegał po stanowiskach, każąc ludziom być gotowymi na śmierć. Dopiero nad ranem uległ perswazji oficerów i pozwolił żołnierzom trochę się wyspać. W dzień zdecydował się zając wysoki budynek obok stacji Westland Row, ale kilkakrotnie rezygnował z ataku po dojściu do wniosku, że ma zbyt małe siły. W piątek zaś De Valera zaczął wydawać sprzeczne rozkazy – raz chciał atakować Merrion Square, raz dawał rozkaz do odwrotu na dublińskie wzgórza.
30 kwietnia do de Valery przybyła siostra O’Farrell, która przyniosła rozkaz dowódcy powstania, Patricka Pearse'a, o kapitulacji. De Valera nie chciał uwierzyć i dopiero po potwierdzeniu rozkazu przez jednego ze współpracowników Pearse'a, zaczął szukać jakiegoś brytyjskiego oficera, któremu mógł się poddać. W końcu poprosił napotkanego lekarza, aby powiadomił władze o jego kapitulacji. De Valera został aresztowany i skazany na śmierć. Życie ocalił najprawdopodobniej dzięki temu, że jako urodzony w Nowym Jorku, był obywatelem amerykańskim, a Wielka Brytania nie chciała zaostrzać stosunków ze Stanami Zjednoczonymi, gdyż zależało im na poparciu USA w wojnie z Niemcami.
Po pobycie w więzieniach Dartmoor, Maidstone i Lewes, de Valera i kilku jego towarzyszy zostało uwolnionych na mocy amnestii w czerwcu 1917. 10 lipca tegoż roku de Valera został wybrany do brytyjskiej Izby Gmin jako reprezentant okręgu East Clare. Od 1917 był przewodniczącym partii Sinn Féin. W 1918 ponownie został wybrany do brytyjskiej Izby Gmin.

### Na czele państwa irlandzkiego
Partia Sinn Féin w wyborach 1918 odniosła zwycięstwo w Irlandii, zdobywając 73 ze 104 miejsc „irlandzkich” w Izbie Gmin. W styczniu 1919 powołali w Dublinie Dáil Éireann, zalążek irlandzkiego parlamentu. Jego przewodniczącym został Cathal Brugha. De Valera nie uczestniczył w inauguracyjnej sesji nowego parlamentu, gdyż w maju 1918 został ponownie aresztowany. W lutym 1919 uciekł z więzienia Lincoln Gaol. Na kwietniowej sesji Dáil Éireann zastąpił Brughę i już jako przewodniczący izby stał się faktyczną głową irlandzkiego państwa.
W nadziei uzyskania międzynarodowego uznania de Valera wysłał swojego współpracownika, Seána O’Kellyego, na konferencję pokojową do Wersalu, która nie przyniosła sukcesu. Zdecydował się więc odwiedzić USA. Wizyta trwała od czerwca 1919 do grudnia 1920 i zakończyła się połowicznymi sukcesami. De Valerze udało się zebrać pięć milionów dolarów, ale międzynarodowego uznania dla państwa irlandzkiego nie uzyskał.
Tymczasem w Irlandii narastał konflikt między Dáil Éireann a brytyjskimi władzami. Parlament we wrześniu 1919 uznano za nielegalny. Na prowincji rozpoczynała się partyzancka wojna irlandzko-angielska. Coraz większy wpływ na rządy uzyskiwał rywal de Valery, minister finansów Michael Collins.
W styczniu 1921, na pierwszym posiedzeniu Dáil Éireann po powrocie, de Valery wezwał oddziały IRA aby zrezygnowały z zasadzek i tym podobnej taktyki, którą Brytyjczycy przedstawiali jako terrorystyczną i przystąpili do regularnej walki. Spotkało się to z oporem większości polityków, głównie Michaela Collinsa. Następnie de Valera, w sojuszu z Cathalem Brughą i Austrinem Stackiem, spróbował pozbyć się Collinsa z Irlandii wysyłając go do Stanów, ale bezskutecznie. Wkrótce powodzenie przyniosła „terrorystyczna” taktyka Collinsa. 11 lipca 1921 podpisano rozejm anglo-irlandzki i 14 lipca de Valera wyjechał do Londynu na spotkanie z brytyjskim premierem Davidem Lloydem George’em. Nie osiągnięto jednak porozumienia.
W sierpniu 1921 de Valera przeforsował w Dáil Éireann poprawkę do konstytucji z 1919, która podniosła go z rangi premiera lub przewodniczącego Rady Wykonawczej do rangi prezydenta Republiki. De Valera ogłosił się irlandzkim odpowiednikiem króla Jerzego V. Ponadto, ponieważ króla nie było w Irlandii, on także nie powinien pojechać na konferencję pokojową, która rozpoczęła się w październiku 1921. Reprezentujący Irlandię na tej konferencji Michael Collins i Arthur Griffith podpisali 5 grudnia traktat, który tworzył Wolne Państwo Irlandzkie, ale pozostawiał 6 północnych hrabstw przy Wielkiej Brytanii.

### Sprawa Traktatu i wojna domowa
De Valera sprzeciwił się postanowieniom Traktatu. Jego oponenci uważali, że nie chciał uczestniczyć w negocjacjach obawiając się blamażu. On sam twierdził, że pozostał, gdyż na miejscu łatwiej mu było kontrolować radykałów. Kiedy Traktat przeszedł w parlamencie większością 64:57, de Valera i jego zwolennicy opuścili zgromadzenie. Sam de Valera zrezygnował ze wszystkich stanowisk. Nowym prezydentem został Arthur Griffith. Były prezydent wciąż ostro atakował zawarte porozumienie. Próbował jeszcze doprowadził do jego zmiany. Chodziło o urząd królewski (de Valera był republikaninem) oraz o sprawę niezależności Irlandii w polityce zagranicznej. Plany de Valerego poparł Collins, ale zawetowali Brytyjczycy.
28 czerwca 1922 radykalna część IRA, zgrupowana wokół de Valery, zbuntowała się przeciwko postanowieniom traktatu i rozpoczęła się irlandzka wojna domowa. Rebelianci zaatakowali gmach Czterech Sądów w Dublinie. Winston Churchill zagroził Collinsowi okupacją Irlandii, jeśli ten nie stłumi rozruchów. Irlandzkie wojska rządowe rozpoczęły ostrzał budynku i zmusili rebeliantów do wycofania się z niego.
Chociaż de Valera nominalnie stał na czele partii anty-traktatowej, w rzeczywistości miał niewielki wpływ na działania wojenne, które prowadził szef sztabu IRA, Liam Lynch. 25 października 1922 de Valera powołał „rząd republikański”, ale nie miał on większej możliwości działania. W zasadzce zginął Michael Collins, zmarł także Arthur Griffith. Wielu rebeliantów zostało rozstrzelanych (m.in. Cathal Brugha). Zginął również Liam Lynch. Nowy szef sztabu IRA, Frank Aiken, poprosił o rozejm tym samym kończąc wojnę.
Wkrótce potem wielu rebeliantów zostało aresztowanych. De Valera został aresztowany w hrabstwie Clare. W więzieniu przebywał do 1924 roku.

### Fianna Fáil
Po odzyskaniu wolności de Valera powrócił do działań politycznych. Jeszcze w 1924 został aresztowany w Newry za nielegalne przejście do Irlandii Północnej. W więzieniu przebywał przez miesiąc. Niedługo potem nie uzyskał poparcia swojej partii w sprawie zniesienia przysięgi na wierność brytyjskiej Koronie. De Valera zrezygnował wówczas z przewodzenia Sinn Féin. W marcu 1926 utworzył własną partię – Fianna Fáil, partię, która zdominowała irlandzkie życie polityczne w XX wieku. Partia ta ostro występowała przeciwko przysiędze wierności. Rząd W.T. Cosgrave’a, chcąc uniknąć zadrażnień z Wielką Brytanią, ogłosił w 1927, że ci deputowani, którzy nie złożą przysięgi, utracą swoje mandaty. Przyparty do muru de Valero i jego zwolennicy złożyli w końcu przysięgę, ale nazwali ją „pustą formułą”.

### Taoiseach
W wyborach powszechnych w 1932 Fianna Fáil uzyskała 72 mandaty i została największą partią w zgromadzeniu, aczkolwiek nie uzyskała większości. De Valera objął stanowisko przewodniczącego Rady Wykonawczej 9 marca 1932. Jedynym z jego pierwszych kroków była obietnicy zniesienia przysięgi. Na początku udało mu się doprowadził do osłabienia pozycji gubernatora generalnego Wolnego Państwa Irlandzkiego. Aby umocnić swoje wpływy w Parlamencie, de Valera zarządził na styczeń 1933 kolejne wybory, w których jego partia uzyskała 77 mandatów, które dały jej większość w Izbie. Kolejne wybory (w latach 1937, 1938, 1943 i 1944), przynosiły również zwycięstwa Fianna Fáil.
De Valera objął kontrolę nad irlandzką polityką zagraniczną, sam obejmując tekę ministra spraw zagranicznych. Uczestniczył w spotkaniach Ligi Narodów. Przewodniczył Radzie Ligi w 1932. W roku 1934 poparł przystąpienie do Ligi ZSRR. We wrześniu 1938 został wybrany 19. przewodniczącym Zgromadzenia Ligi Narodów.
W polityce wewnętrznej de Valera konsekwentnie dążył do obalenia Traktatu. W tym celu wspierał republikańskie organizacje oraz IRA. Nie doszło przy tym do usuwania ze stanowisk stronników Traktatu i przeciwników de Valery w wojnie domowej. Stanowisko utracił tylko Eoin O’Duffy, który stał na czele Gwardii. O’Duffy utworzył wkrótce Gwardię Narodową pod swoim kierownictwem. W marcu 1933 planowała ona marsz przez Dublin w celu upamiętnienia Michela Collinsa, Arthura Griffitha i Kevina O’Higginsa. Marsz jednak nie odbył się, gdyż de Valera zagroził O’Duffyemu użyciem siły przy rozpędzaniu marszu. Wkrótce Gwardia Narodowa została zdelegalizowana.
Prace nad obaleniem Traktatu nabrały tempa. Zniesiono przysięgę na wierność. Wykorzystując niespodziewaną abdykację króla Edwarda VIII w grudniu 1936 przeprowadził w parlamencie dwie ustawy, które zniosły urząd gubernatora generalnego. W 1937 udało mu się doprowadzić do przyjęcia nowej konstytucji. Nazwę państwa zmieniono na Irlandię. Na czele państwa, stanął wybierany prezydent. Konstytucja nie ogłaszała Irlandii republiką. Nastąpiło to dopiero w 1948, kiedy de Valera znajdował się w opozycji. Dopiero w 1949 nastąpiło oficjalne zerwanie z Wielką Brytanią, a król Jerzy VI zaprzestał używania tytułu króla Irlandii.
Podczas II wojny światowej Irlandia zachowała neutralność, chociaż Niemcy były zainteresowane wykorzystaniem IRA do walki z Brytyjczykami. De Valera nie uległ także naciskom brytyjskim, nawet kiedy Winston Churchill powiedział, że gdyby nie lojalność i przyjaźń Irlandii Północnej, możliwe, że Wielka Brytania zostałaby zmuszona do wejścia w konflikt z panem de Valera.
Wypomina się de Valerze również sympatię do Niemców podczas drugiej wojny światowej. 2 maja 1945 roku de Valera złożył oficjalne kondolencje w poselstwie niemieckim z powodu śmierci Hitlera. Jednak kraj wyciągnął ze swojej neutralności korzyści ekonomiczne, ale za cenę izolacji na arenie międzynarodowej. Irlandia nie wzięła udziału w konferencji założycielskiej ONZ. Do Organizacji przystąpiła dopiero w 1955.
Po 16 lata sprawowania władzy Fianna Fáil została w 1948 od niej odsunięta przez ponadpartyjną koalicję z kompromisowym kandydatem na premiera, Johnem A. Costello. W 1951 de Valera powrócił do władzy, ale ten okres uważany jest za najgorszy w jego karierze. W tym czasie pogorszył się stan jego zdrowia i premier musiał przejść w Holandii 6 operacji.

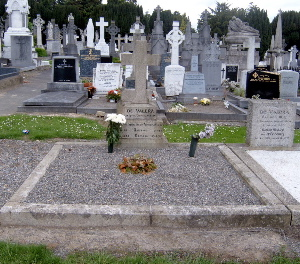
Grób Eamona de Valery

Wybory 1954 ponownie odsunęły Fianna Fáil od władzy a premierem ponownie został Costello. W 1956 uaktywniła się IRA, przeprowadzając z terytorium Irlandii ataki w Ulsterze. To postawiło rząd Costella w trudnej sytuacji i umożliwiło w 1957 powrót de Valery do władzy. De Valera rozpoczął przeprowadzanie reform ekonomicznych, wypowiedział również walkę IRA, przyczyniając się do jej dezorganizacji. Tymczasowo zamknęło to problem Irlandii Północnej. Powrócił on jednak w latach 70., kiedy przebudzenie IRA wywołało wojnę domową na północy.

### Prezydent Irlandii
De Valera był premierem do 1959, kiedy przekazał władzę w ręce Seána Lemassa. W tym samym roku został wybrany prezydentem Irlandii. Urząd ten sprawował przez dwie kadencje, do 1973. Kiedy odchodził na emeryturę miał ponad 90 lat. Był najstarszą głową państwa na świecie. De Valera sprzeciwiał się przystąpieniu Irlandii do wspólnot europejskich uważając, że doprowadzi to do ograniczenia suwerenności państwa.
16 marca 1962 został odznaczony przez papieża Jana XXIII insygniami Orderu Najwyższego Chrystusa.

### Śmierć
Eamon de Valera zmarł w Linden Convalescent Home w Blackrock w pobliżu Dublina 29 sierpnia 1975 w wieku 93 lat. Jego żona zmarła w styczniu tego roku, wkrótce przed ich 65. rocznicą ślubu. Oboje są pochowani na Glasnevin Cemetery w Dublinie.

### Życie prywatne
De Valera miał pięciu synów i dwie córki. Jego najstarszy syn, Vivion de Valera, był członkiem Parlamentu. Jego wnukowie, Síle de Valera i Éamon Ó Cuív, byli ministrami w rządzie Bertiego Aherna.